# Simon Bening

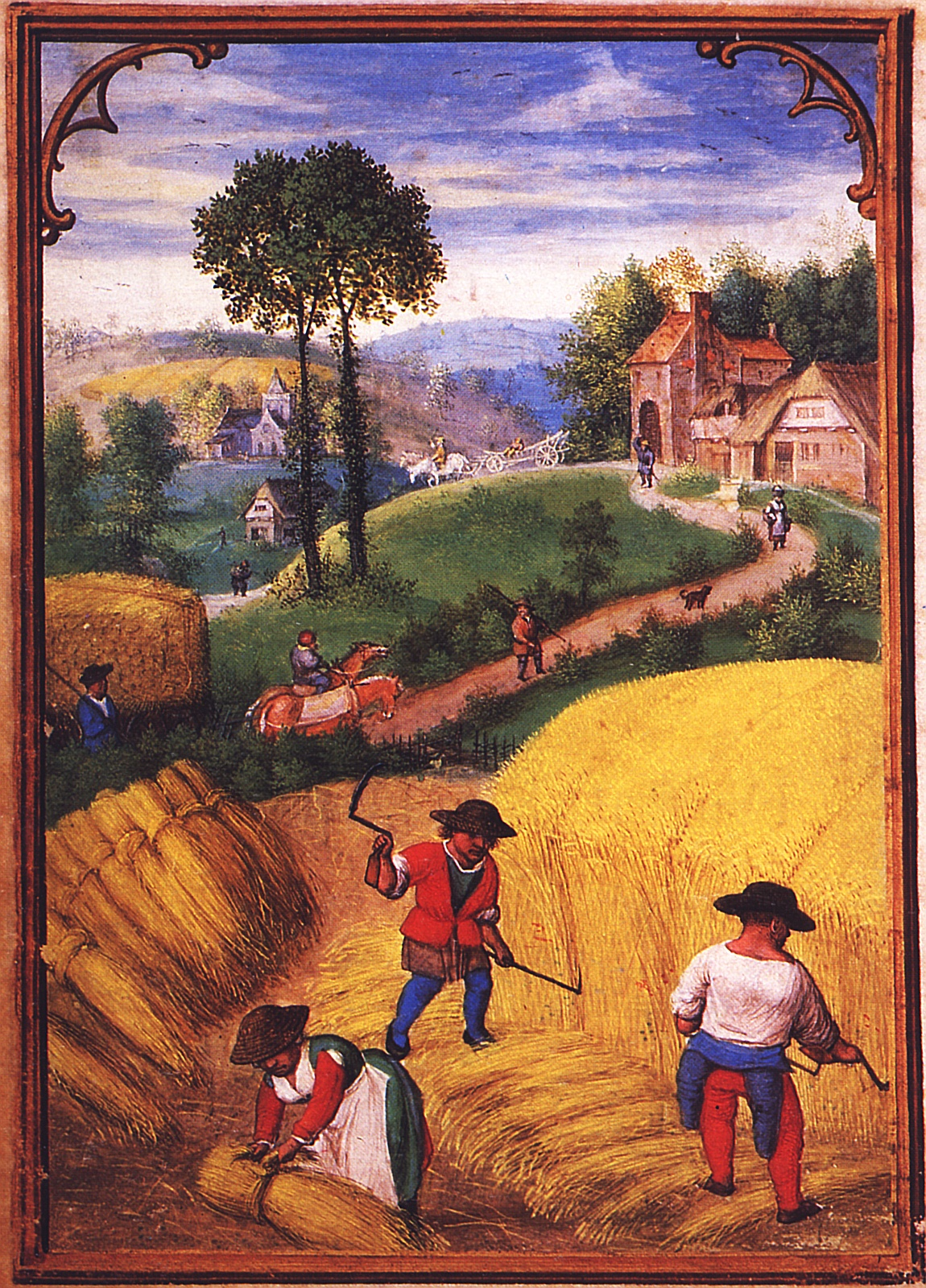
Augustus, miniatuur uit een Vlaams getijdenboek

Simon Bening (Gent, ca. 1483 - Brugge, 1561) was een Vlaams miniaturist. Hij wordt algemeen beschouwd als de laatste grote Vlaamse miniaturist.

## Biografie
Simon werd vermoedelijk in Gent geboren in 1483 of 1484. Zijn geboortejaar wordt afgeleid uit een gesigneerd zelfportret uit 1558 waarin Simon Bening zelf schrijft dat hij toen 75 jaar oud was en dat hij de zoon was van de Gentse verluchter Sanders of Alexander Bening. . Alexander Bening was gehuwd met Catherine van der Goes, waarschijnlijk een nicht of de zus van de paneelschilder Hugo van der Goes.
Simon leerde zeer waarschijnlijk het vak in de werkplaats van zijn vader Alexander Bening in Gent. In 1500, hij was toen 16 of 17 jaar oud, zou hij al zijn eigen merkteken gedeponeerd hebben bij de Brugse schildersgilde. Niettemin kwam het oudste gedateerde werk dat we van hem kennen, het Imhof-gebedenboek ruim tien jaar later in 1511 tot stand.
Simon werd lid van het Brugse Sint-Johannes en Sint-Lucas broederschap in 1508. Hij had snel succes en was minstens drie keer deken van de Brugse Sint-Johannes en Sint-Lucas broederschap van de kalligrafen, boekverkopers, miniaturisten en boekbinders. Volgens Smeyers verschijnt zijn naam vanaf 1517 regelmatig in de rekening van de broederschap en betaalde Simon als inschrijvingsgeld twaalf groten, wat er volgens Smeyers op wijst dat hij tot de top van de miniaturisten behoorde.
In 1519 werd Simon Bening burger in Brugge waar hij zich vestigde blijkbaar omstreeks het tijdstip van overlijden van zijn vader. In 1555 betaalde hij nog steeds zijn jaarbijdrage aan het Brugse broederschap, hij had dus een lange loopbaan en was ook tijdens zijn leven al een gevierd kunstenaar. Francisco da Hollanda, de Portugese kunstcriticus, noemde hem de grootste miniaturist van Europa en ook Vasari noemt hem een excellent verluchter
Met zijn eerste vrouw, Catherina Scroo, had Bening vijf dochters. Zijn oudste dochter Levina Teerlinc werd hofschilder aan het Engelse hof en werkte voor Hendrik VIII, Eduard VI, Maria I en Elizabeth I. Catherina overleed in 1552 en Simon Bening verloor een van zijn dochters het jaar daarop. Hij huwde een tweede keer met Joanna Tancre in 1553, maar Joanna overleed in 1555. Er waren geen kinderen uit het tweede huwelijk.
Tegen het midden van de 16e eeuw was Simon Bening de enige grote meester die nog actief was in Vlaanderen. Zijn overlijden op 6 november 1561 in Brugge wordt beschouwd als het eindpunt van de Vlaamse boekverluchting, hierna zou boekverluchting geen rol van betekenis meer spelen in de kunsten.

## Werken

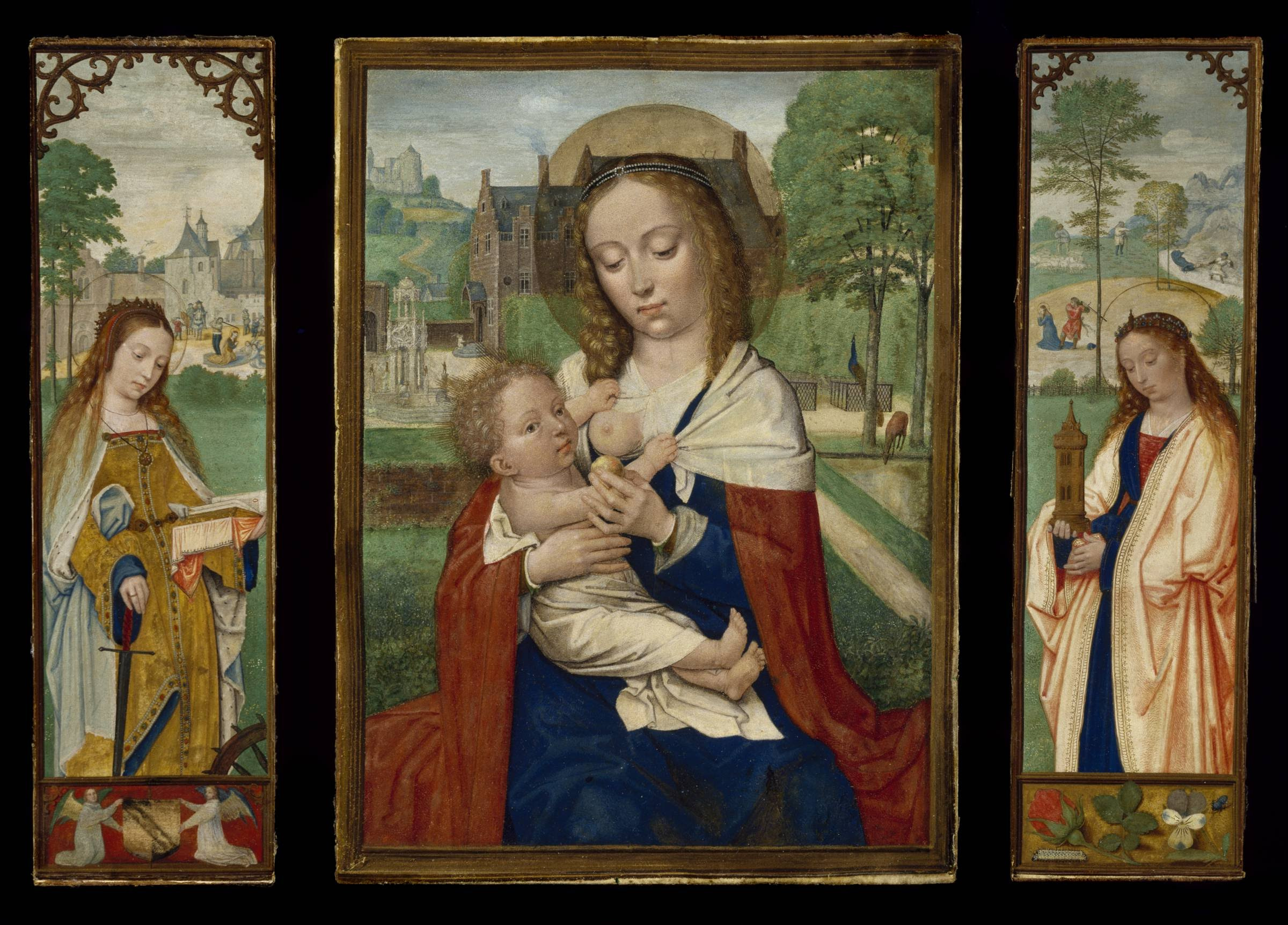
Simon Bening, Maagd Maria met Kind, Sint Barbara en Sint Catharina, ca. 1518-1522, The Museum of Fine Arts, Houston.

In de Vlaamse miniatuurkunst was hij een vernieuwer van de voorstelling van het landschap en hij bouwde daarbij verder op de landschappen van de Meester van Jacobus IV van Schotland en andere leden van de Gent-Brugse school.
Simon Bening was gespecialiseerd in getijdenboeken. Dat hij daarbij succesvol was blijkt uit zijn klantenlijst, tot zijn vooraanstaande opdrachtgevers behoorden o.a. Kardinaal Albrecht van Brandenburg, Ferdinand van Guarda, zoon van koning Manuel I van Portugal keizer Karel V en Mencia de Mendoza, voor wie hij dure handschriften illustreerde.
Er zijn heel wat devotieboeken bewaard gebleven die door hem volledig zijn verlucht. De belangrijkste zijn het Bloemen-getijdenboek (München), het Da Costa-Getijdenboek (New York), het Beatty-Rosarium (Dublin), het gebedenboek van Albrecht van Brandenburg (Los Angeles), het Hennessy-getijdenboek (Brussel) en het Golfbook, een geïllustreerd getijdenboek uit ca. 1540 dat bewaard wordt in de British Library. Dit laatste is beroemd vanwege de afbeeldingen van sport en vrijetijdsbestedingen. Het ontleent haar naam aan een miniatuur waarop een golfspel afgebeeld staat. In de Bayerische Staatsbibliotheek te München worden van hem een Vlaamse kalender en het bloemen-getijdenboek bewaard (Clm 23637 en 23638). In de Koninklijke Bibliotheek van Brussel bevindt zich het Hennessy-getijdenboek met miniaturen van hem. Daarnaast werkte hij met andere miniaturisten samen aan de verluchting van een reeks andere werken waarbij onder meer het bekende Breviarium-Grimani.
Bening schilderde niet alleen miniaturen in handschriften maar maakte ook een aantal losstaande werken en altaarstukken. Hij bleef daarbij werken met de hem vertrouwde techniek namelijk tempera op perkament hoewel ook werken met olieverf op paneel aan hem werden toegeschreven door een nagenoeg tijdgenoot, Antonius Sanders (1586-1664). Maar voor de altaarstukken maakte Bening dus gebruik van perkament dat op paneel bevestigd werd. Gezien perkament dat continu aan licht en wisselende omgevingsomstandigheden wordt blootgesteld en dat sommige plantaardige pigmenten die Bening gebruikte niet lichtbestendig waren op lange termijn zijn waarschijnlijk een belangrijk aantal van deze werken verloren gegaan. Een zeer mooi bewaard exemplaar is de Hiëronymus triptiek (zie externe referenties) van omstreeks 1530 die bewaard wordt in het Escoriaal in Madrid. Maar ook de triptiek van de Maagd Maria met Kind, Sint Barbara en Sint Catharina, bewaard in The Museum of Fine Arts te Houston, is een mooi voorbeeld van een dergelijk werk. Verder is er nog zijn zeer ambitieuze verhalende cyclus met 64 miniaturen over het leven en het lijden van Christus. Deze kleine paneeltjes (ca. 8 cm hoog) zijn samengebracht in een vierluik gekend al de Stein-quadriptiek. Hiervan is men niet zeker of de miniaturen eerst deel hebben uitgemaakt van een boek of dat het werk van bij de aanvang bedoeld was als een altaarstuk.

## Bewaard werk
- Twee folio's uit Beatty-Rosarium met Doop van Christus en Transfiguratie, Chester Beatty Library, Dublin.
- Breviarium-Grimani, Biblioteca Marciana, Venetië
- Da Costa-Getijdenboek, The Morgan Library & Museum, New York.
- Gebedenboek van Robert de Clercq, Brugge 1519-1529, Cambridge University Library
- Gebedenboek van Albrecht van Brandenburg, ca. 1525, J. Paul Getty Museum, Los Angeles.
- Getijdenboek van Johanna van Gistel, Brugge ca. 1516, British Library, Egerton
- Twee folio's uit het gebedenboek van München-Montserrat, J. Paul Getty Museum, Los Angeles.
- Hennessy-getijdenboek (op perkament,  begin 16de eeuw), Koninklijke Bibliotheek van België, Brussel, ms. II 158
- Hortulus Animae", 1510-1524, Österreichische Nationalbibliothek, Wenen
- Onze-Lieve-Vrouw van Zeven Smarten (toegeschreven aan), Sam Fogg, Londen.
- Portret van een man (zelfportret), Musée du Louvre, Parijs.
- Rosarium, Brugge ca. 1530, Chester Library, Dublin
- Stein-quadriptiek (Simon Bening en atelier), Walters Art Museum, Baltimore.
- The Golfbook, British Library, Londen.
- Triptiek met Maria en Kind en de heiligen Katharina en Barbara, Museum of Fine Arts (Houston).
- Imhof-gebedenboek, privécollectie, verkocht bij Christie's op 11 juli 2011.
- Maria met kind, Museum voor Schone Kunsten (Gent).

## Galerij

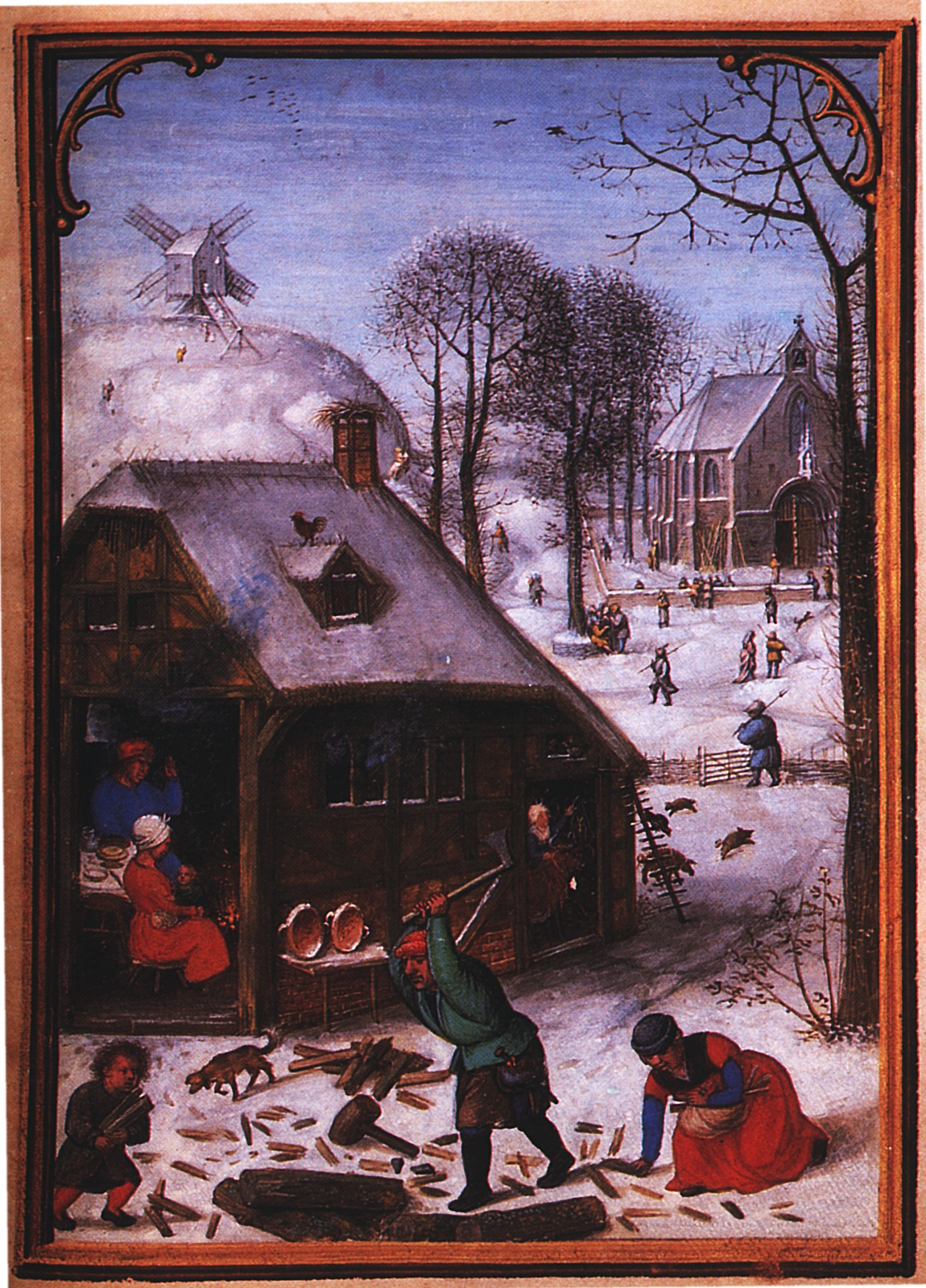
Getijdenboek, Brugge, januari (München, StB, cod.lat. 23638, fol. 2v)
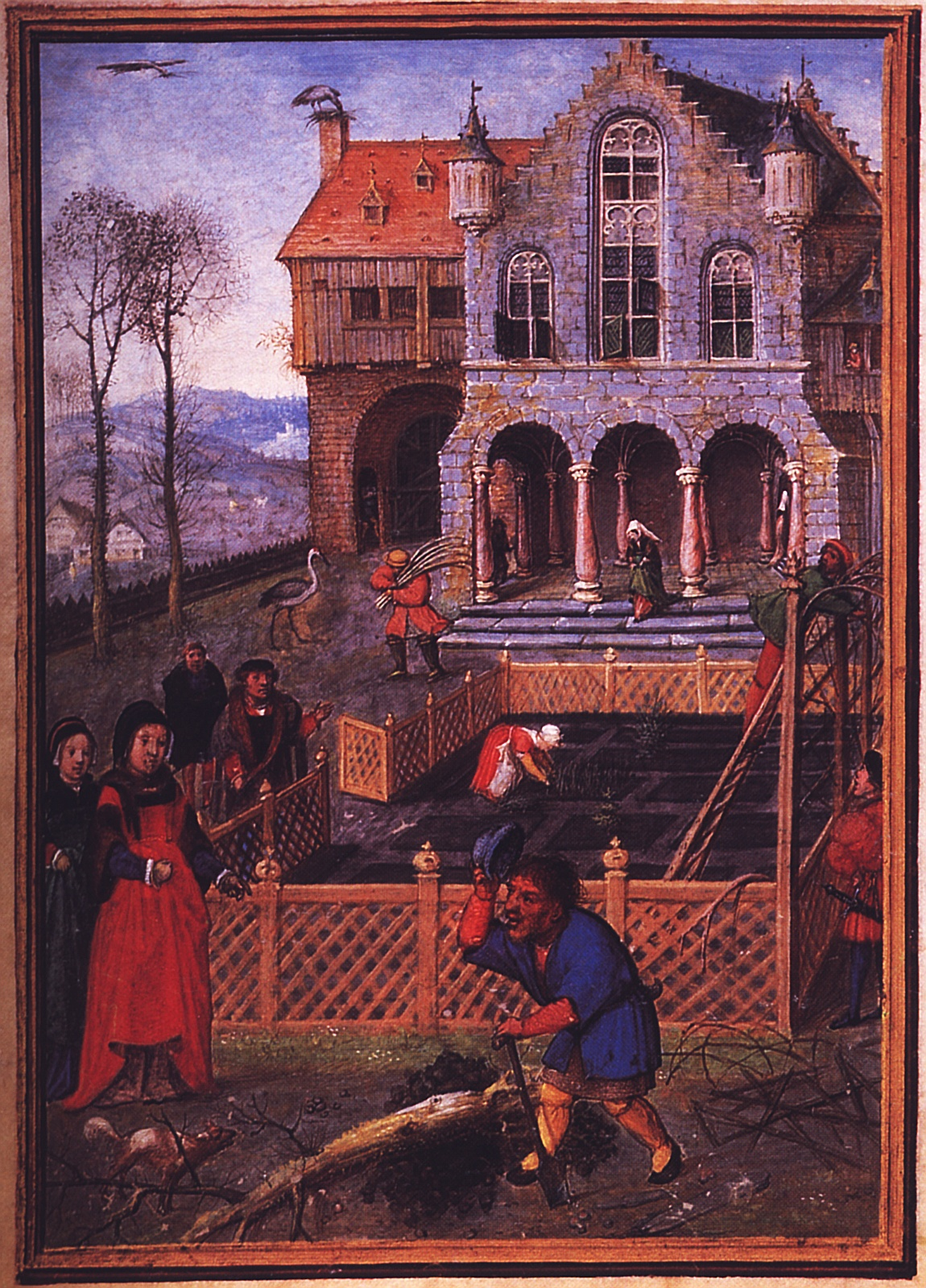
Getijdenboek, Brugge, maart (München, StB, cod.lat. 23638, fol. 4v)
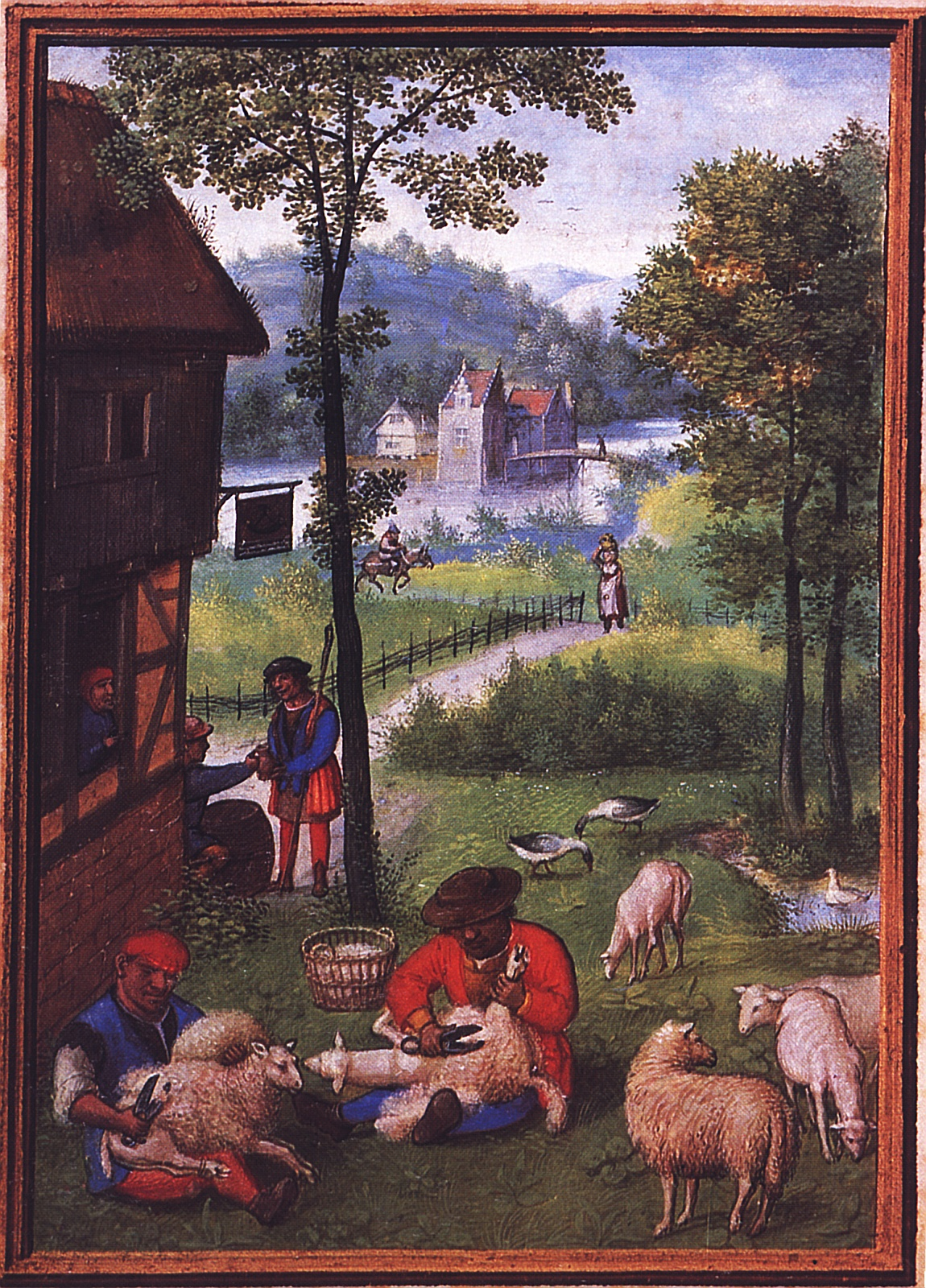
Getijdenboek, Brugge, juni (München, StB, cod.lat. 23638, fol. 7v)
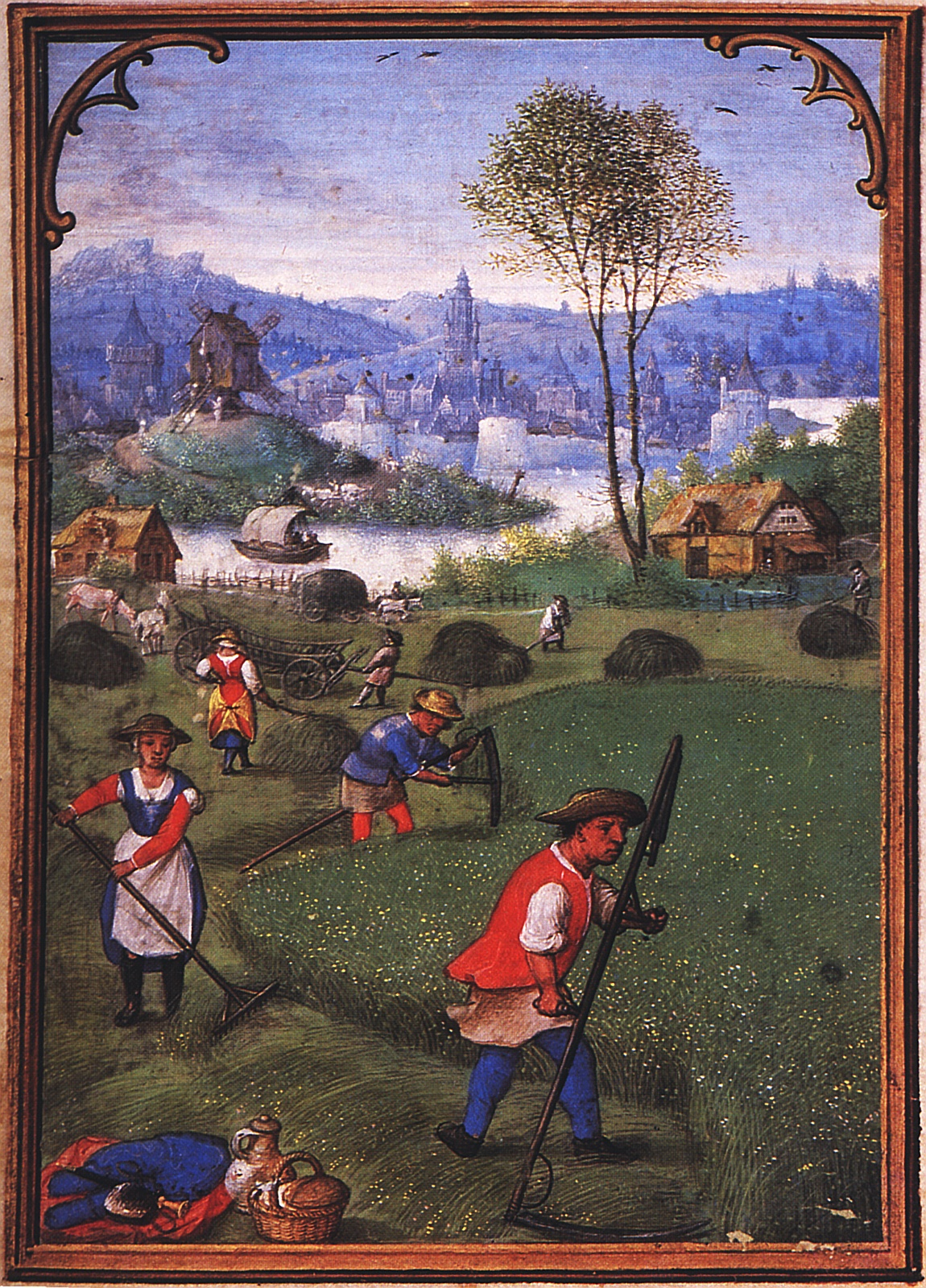
Getijdenboek, Brugge, maart (München, StB, cod.lat. 23638, fol. 8v)
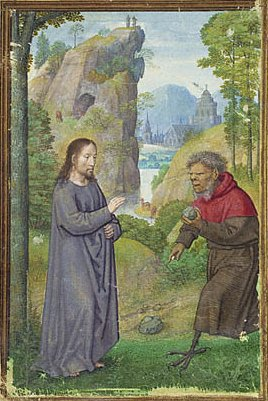
Christus bekoring
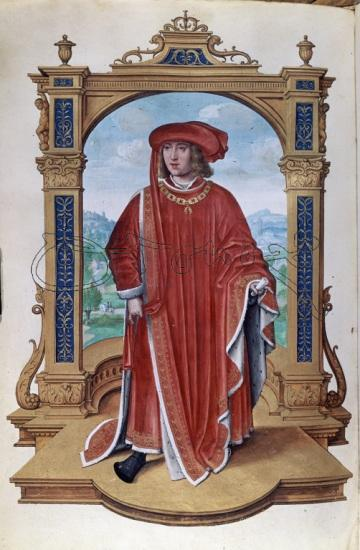
Statuten en wapenboek van de Orde van het Gulden Vlies, Filips de Schone
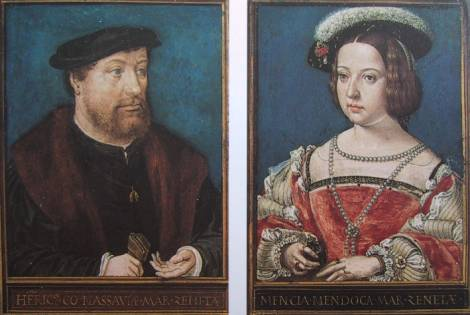
Hendrik III van Nassau (1483-1538) en zijn derde echtgenote Mencia de Mendoça (1508-1554). Portret 1531
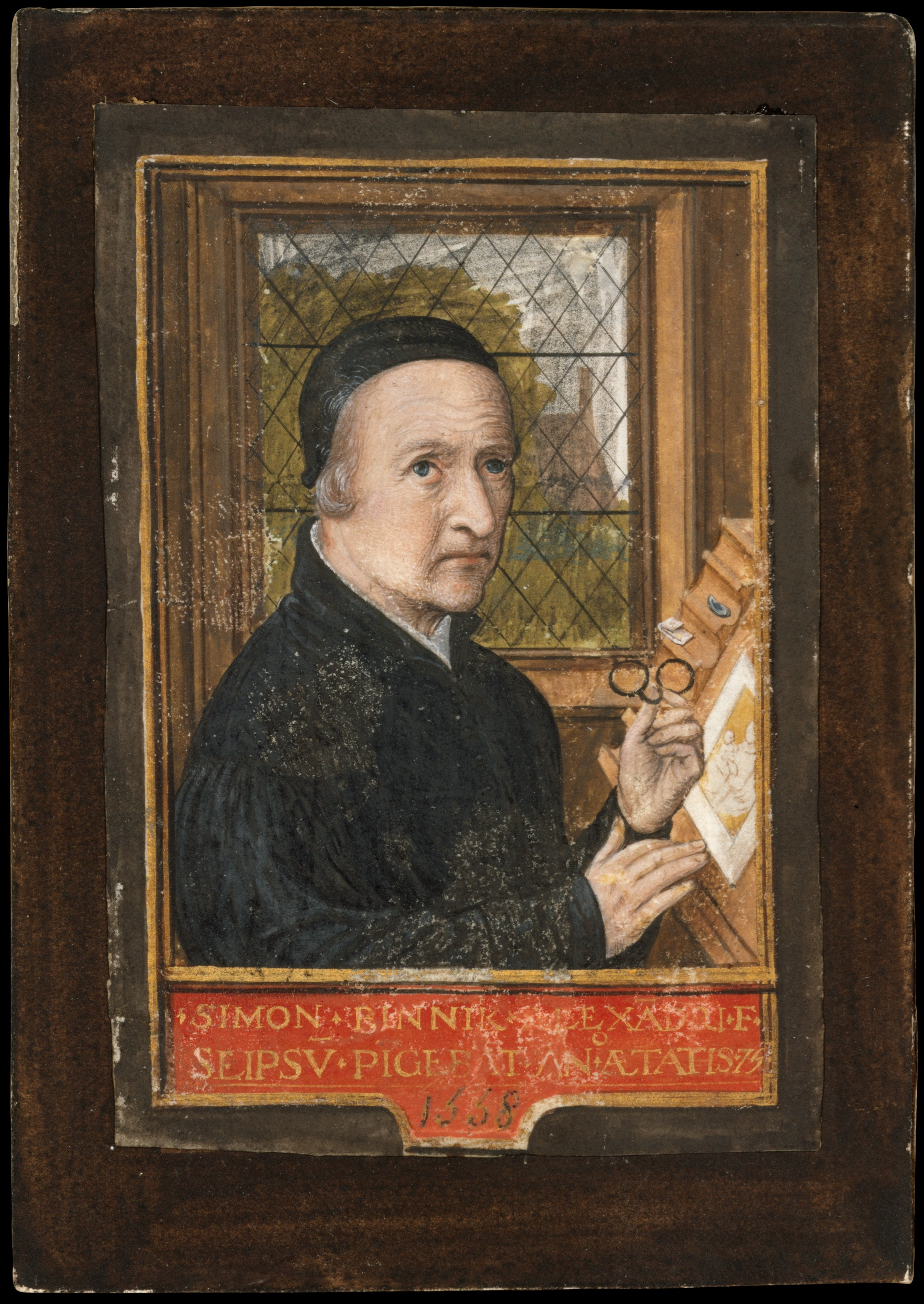
Zelfportret (1558)

## Externe referenties
- Moleiro, afbeeldingen uit het Golf-book
- Het Golf-book op de website van de British Library
- Werk van Simon Bening in het J. Paul Getty Museum
- Imhof getijdenboek, verkocht bij Christie's
- Da Costa getijden Morgan Library Museum
- Madonna met kind, olieverf op paneel, Metropolitan Museum of Fine Art
- Patrimonio Ediciones, Rosarium van Johanna van Castilië
- Hiëronymus triptiek in het Escoriaal in Madrid.
- Maria met kind in het Museum voor Schone Kunsten (Gent).

## Facsimili
- Beatty Rosarium, Adeva
- Da Costa Hours - Adeva
- Golf Book, Moleiro
- Rosarium van Johanna van Castilië, Patrimonio Ediciones

- Bibliothèque nationale de France: cb131910136 (data)
- Biografisch Portaal: 10094517
- Stuttgart Database of Scientific Illustrators 1450–1950: 310
- Gemeinsame Normdatei: 118845683
- International Standard Name Identifier: 0000 0000 8342 7069
- KulturNav: 45d5f44a-eb04-42b1-9b42-36881aa90619
- Library of Congress Control Number: n87813931
- Nationale Bibliotheek van Letland: 000342623
- Nationale Bibliotheek van Tsjechië: mub20191036886
- Nationale Bibliotheek van Israël: 987012653970405171
- Nederlandse Thesaurus van Auteursnamen: 07234461X
- RKD-Nederlands Instituut voor Kunstgeschiedenis: 6482
- SNAC: w60d27mp
- Système universitaire de documentation: 035461888
- Union List of Artist Names: 500115179
- Virtual International Authority File: 32139591
- WorldCat: E39PBJtxcYrt7PV86R9Cm7TmBP